# Référendum constitutionnel marshallais de 2025
Un référendum constitutionnel a lieu le 25 avril 2025 aux Îles Marshall, afin de permettre à la population de se prononcer sur sept amendements de la constitution de 1979. Il intervient après un long report, ayant été initialement prévu le 20 novembre 2023 en même temps que les élections législatives.
Les amendements soumis individuellement au vote découlent des travaux du parlement, le Nitijeļā, et de l'assemblée constituante élue en février 2017. Pour être validé, chaque amendement doit recueillir la majorité qualifiée de deux tiers des suffrages exprimés.

## Contexte

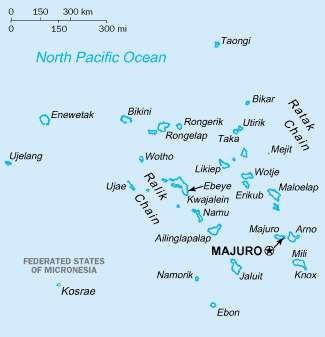
Carte des Îles Marshall.

Les Îles Marshall sont une république unitaire doté d'un parlement monocaméral, le Nitijeļā, qui élit au scrutin indirect un président, à la fois chef de l’État et chef du gouvernement, responsable devant lui. Il n'existe pas de partis politiques.
La constitution de 1979 impose pour une grande partie de son contenu un processus de révision particulier, au cours duquel un amendement doit d'abord être approuvé par une Assemblée constituante — appelée Convention constitutionnelle — puis votée par référendum à la majorité des deux tiers des suffrages exprimés.
Une telle assemblée constituante doit être convoquée par le Nitijeļā, et ne peut se prononcer que sur les amendements proposés par ce dernier. Le Nitijeļā peut cependant proposer des amendements supplémentaires après l'élection de la constituante, qui n'est donc pas limitée aux seules propositions faites au moment de sa convocation,.

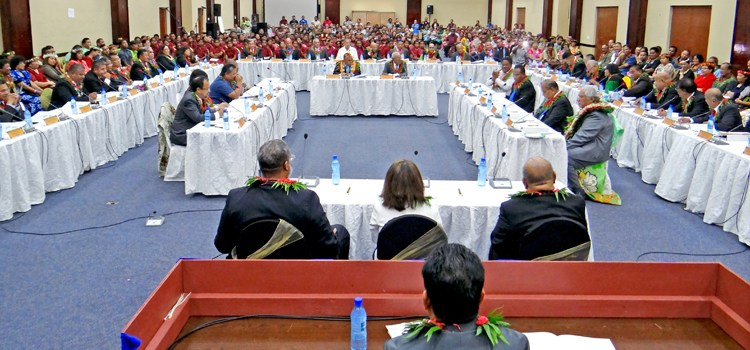
Session inaugurale de l'assemblée le 13 avril 2017

Un comité parlementaire conseille début 2014 l'adoption de plusieurs réformes constitutionnelles nécessitant la convocation d'une constituante. En septembre 2015, le Nitijeļā vote cette convocation à l'unanimité, et travaille pendant deux ans à l'élaboration d'amendements dont il vote la transmission à la future assemblée,,. Composée de 45 membres, dont 12 chefs traditionnels — les Irojis —, l'assemblée constituante est élue le 17 février 2017,. Il s'agit de la quatrième mise en place aux Îles Marshall après celles de 1976, 1989 et 1995. Si la première conduit à la rédaction de la constitution en vigueur, approuvée par référendum en 1979, aucun des amendements proposées par les deux dernières n'ont été voté par les électeurs à la majorité requise pour leur validation.
L'assemblée débute ses sessions le 13 avril 2017. Initialement prévue pour durer trente jour, celles ci sont prolongées à plusieurs reprises par le Nitijeļā. Les travaux portent sur un total de 24 amendements, dont 17 préparés depuis plus de deux ans par le Nitijeļā et inclus dans l'acte de convocation de 2015, auxquels s'ajoutent sept autres rajoutés par des votes ultérieurs des parlementaires, qui continuent d'en débattre  jusqu'en novembre 2017,,. Sur ce total, 8 sont finalement adoptés par la constituante et transmis au parlement, qui vote le 15 mars 2018 leur mise à référendum. La préparation du vote populaire est cependant interrompue par la Pandémie de Covid-19, qui touche les Îles Marshall à partir du mois d'octobre 2020. Après plusieurs années d'attente, il est finalement fixé au 20 novembre 2023, en même temps que les élections législatives. Le parlement décide également de fusionner l'amendement sur la création d'un poste d'Ombudsman et celui sur le retrait du pouvoir du Procureur général d’interférer dans les enquêtes désormais ouvertes par l'Ombudsman, ramenant finalement à sept le nombre d'amendements soumis au vote.
Quelques semaines à peine avant le vote, les autorités décident cependant de reporter le scrutin. Un amendement supplémentaire sur l'élection au suffrage universel direct du Président de la république se retrouve en effet l'objet de débats au parlement, qui décide finalement d'en laisser la décision à la nouvelle législature issu des législatives de novembre. La date du 25 juillet 2024 est par la suite évoquée, avant qu'il ne soit finalement fixé au 25 avril 2025.

## Objets

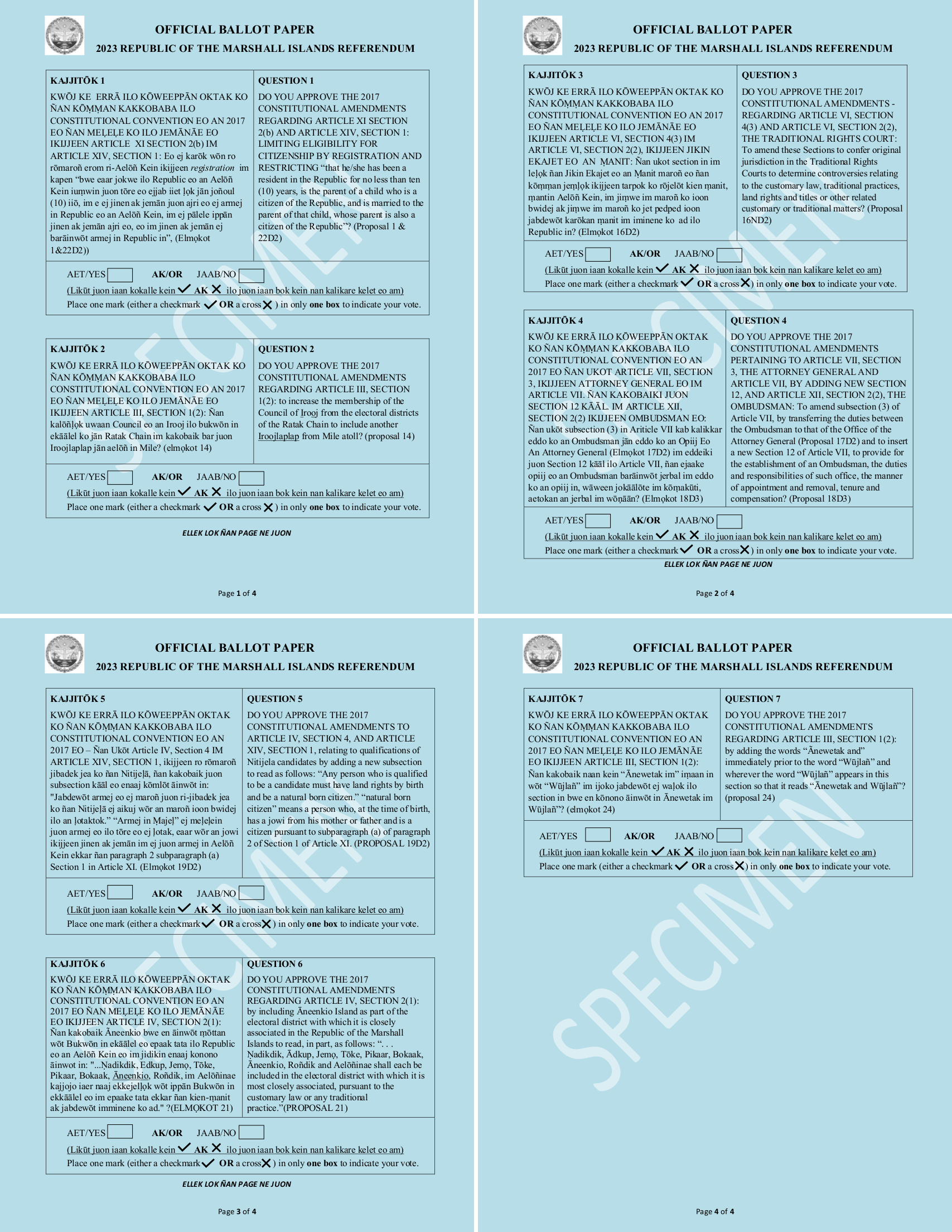
Bulletin de vote utilisé.

Sept amendements sont soumis individuellement au vote.
1. Obligation dans un cas d'acquisition de la nationalité marshallaise via la parentalité d'un enfant marshallais d'avoir épousé le père ou la mère de l'enfant, et de résider dans le pays depuis au moins dix ans. Dans l'article de la constitution alors en vigueur au moment du référendum, ces conditions ne sont imposés qu'aux hommes, la durée est de trois ans, et le mariage n'est pas obligatoire[2].
2. Augmentation du nombre de membres du Conseil des Irojis de douze à treize, avec un siège supplémentaire pour l'atoll de Mili[14].
3. Les Cours traditionnelles se voient conférer la juridiction en première instance sur les plaintes concernant les pratiques, terrains, titres et tout autre domaines relevant du domaine coutumier. La Cour suprême demeure néanmoins la plus haute juridiction du pays, auprès de laquelle les décisions des cours traditionnelles peuvent être portées en appel[15].
4. Création du poste d'Ombudsman, qui obtient le pouvoir de faire ouvrir une enquête pour des cas de fraude, corruption ou manquement à l'éthique de la part d'élus ou de hauts fonctionnaires. Le Procureur général se voit par conséquent retirer le pouvoir d'instituer, de diriger ou d'interrompre des poursuites dans ces domaines[16]
5. Obligation pour les candidats au Nitijeļā d'être marshallais de naissance, et en droit de posséder des terres[17].
6. L'atoll d'EnenKio, territoire des Îles mineures éloignées des États-Unis sous le nom d'atoll de Wake mais toujours revendiqué par les Iles Marshall, est explicitement ajouté à la liste des atolls rattachés à leur district électoral le plus proche[18]
7. La formulation de la répartition des sièges au Conseil des Irojis est modifiée pour que l'atoll d'Eniwetok soit rattaché au siège de l'atoll d'Ujelang au lieu de ceux de la Chaîne de Ralik[19].

## Conditions
Les résultats du scrutin sont légalement contraignants. Les amendements ne sont cependant considérés comme valides qu'à la condition de recueillir individuellement en leur faveur la majorité qualifiée de deux tiers des suffrages exprimés.